# Vanessa Neigert
Vanessa Neigert (n. 11 iulie 1992, Treviglio, Lombardia, Italia) este o cântăreață germană.